# Strategia opcyjna
Strategia opcyjna – kombinacja dwóch lub większej liczby pozycji w opcjach oraz kontraktach terminowych lub innych instrumentach bazowych. W zależności od przewidywań dotyczących zmian lub braku zmiany ceny instrumentu bazowego w dniu wykonania opcji stosuje się różne warianty strategii.
Najbardziej popularne strategie opcyjne to (większość nazw jest po angielsku, nie ma dla nich odpowiedników polskich):
- Strategia byka (bull spread)
- Strategia niedźwiedzia (bear spread)
- Strategia motyla (butterfly spread)
- Strategia stelaża (straddle spread)
- Strategia strip
- Strategia strap
- Strategia Covered call
- Strategia Naked put
- Strategia kalendarzowa
- Debit spread
- Credit spread
- Binary Extreme